# Kancelaria Osobista Jego Cesarskiej Mości
Kancelaria Osobista Jego Cesarskiej Mości – organ przyboczny utworzony przez cesarza Rosji Mikołaja I, referujący mu bezpośrednio najważniejsze kwestie ustawodawcze, administracji i policji.

## Struktura
- Oddział I pełnił funkcję przybocznej kancelarii cesarza
- Oddział II zajmował się kodyfikacją prawa, ułożeniem Zwodu Praw Cesarstwa Rosyjskiego
- III Oddział Kancelarii Osobistej Jego Cesarskiej Mości zawiadował policją polityczną
- Oddział IV utworzony w 1828 roku zajmował się instytucjami wychowawczymi charytatywnymi
- Oddział V utworzony w 1836 roku zajmował się chłopami  w dobrach państwowych
- Oddział VI (istniał w latach 1842–1845) zajmował się wprowadzaniem administracji cywilnej na Kaukazie.